# On Thorns I Lay
On Thorns I Lay ist eine griechische Death-Doom-Metal- und Gothic-Metal-Band, die 1992 in Athen gegründet wurde.

## Stil
Die Gruppe hat im Laufe ihrer Karriere verschiedene stilistische Facetten durchlaufen. Sie begannen mit Brutal Death Metal in ihren Anfangstagen, wechselten dann zu einem Blackened Death-Doom-Symphonie-Stil mit ihrer ersten EP. Nach stilistischen Experimenten mit Death/Doom auf ihren ersten Aufnahmen wechselte die Band anschließend zu einem mainstreamfreundlicheren Gothic Sound mit ihrem dritten Album Crystal Tears (1999). On Thorns I Lay gehört zu den Bands der ersten großen Gothic-Doom-Welle, die das Prinzip des kontrastierenden Gesangs, bekannt als „Beauty and the Beast“-Stil, systematisierten, der in den späten 1990er Jahren populär wurde. Der Soziologe Fabien Hein, ein Forscher und Experte für Metal-Studien, zählt die Band zu den Pionieren bei der Entwicklung dessen, was er allgemein als „atmosphärischen Metal“ bezeichnet hat, zusammen mit Bands wie Tiamat und The Gathering. Gegen Ende des ersten Teils ihrer Karriere in den frühen 2000er Jahren verschoben sie sich hin zu einem eher reduzierten und depressiven Rock-Metal-Stil. Sie haben sich 2015 wiedervereinigt und kehrten allmählich zum Doom-Death-Stil ihrer Anfänge zurück. Seit ihrer Wiedervereinigung haben sie drei Alben veröffentlicht. Ein neues Album ist für Oktober 2023 geplant. Beachtenswert ist, dass die Gruppe in den Jahren 2021–2022 eine Trennung erlebte. Mehrere ihrer Mitglieder, darunter der Sänger, der Gitarrist und der ehemalige Schlagzeuger, verließen die Band, um ihre ursprüngliche Besetzung, Phlebotomy, neu zu formieren und somit eine frühere Inkarnation der Gruppe wiederzubeleben, unter der sie ebenfalls ein Album im Jahr 2023 veröffentlichten.
Im Laufe der Jahre spielte die Band in Griechenland und Europa zusammen mit Dream Theater, In Flames, Anathema, Amorphis, Katatonia, Tiamat, The Gathering, Satyricon, Septic Flesh und vielen mehr.

## Geschichte

### Anfänge (1992–1997)
Die Gruppe wurde im Jahr 1992 unter dem Namen Paralysis gegründet, zur gleichen Zeit wie ihre Kollegen Rotting Christ, Septic Flesh, Necromantia und Nightfall. Sie begannen, sich in der lokalen und Underground-Szene jener Zeit einen Namen zu machen. Die damals aus drei Mitgliedern bestehende Gruppe spielte im Stil des brutalen Death Metal. Sie nahmen eine Demo unter diesem Namen auf, die den Titel Beyond Chaos trug. Da eine niederländische Band denselben Namen trug, änderten sie ihren Namen 1993 in Phlebotomy, in Anlehnung an die medizinische Praxis der Aderlass, die ihnen für die von ihnen gespielte Death-Musik passend erschien. Die Gruppe erweiterte zu diesem Zeitpunkt ihre Reihen und wurde zu einem Quintett, das zwei neue Mitglieder, Andreas Bereris und Tolis, aufnahm. Unter diesem Namen nahmen sie zwei Promos und eine EP mit dem Titel Dawn of Grief auf, die für eine Demo einen gewissen Erfolg hatte und sich fast 2000 Mal verkaufte. Ihre Platte erkundet eine Form von atmosphärischem Doom-Death mit symphonischen Anklängen und okkulten Stimmungen, ergänzt durch ätherische weibliche Stimmen und brutale tiefe Stimmen, inspiriert vom Klang der frühen Alben von Bands wie Celestial Season, The Gathering und anderen.
Mit der Zeit entwickelte sich ihr Stil weiter, und sie spürten die Notwendigkeit, den Namen erneut zu ändern, diesmal in On Thorns I Lay (1994). Der Begriff stammt aus einem Zitat von Shakespeare und wurde von Efthimis Karadimas, dem Sänger der griechischen Band Nightfall, vorgeschlagen. Im Jahr 1994 veröffentlicht die Band eine neue Demo mit dem Titel Voluptuous, die das Interesse des französischen Labels Holy Records weckt und zu einem Vertrag mit der Band führt. Dies ermöglicht es der Gruppe, ihr erstes Album Sounds of Beautiful Experience (1995) zu realisieren. Das Album enthält mehrere ihrer früheren Lieder, die für ihre Demos geschrieben wurden, mitunter neuen Arrangements, die zur Entwicklung des Stils der Band passen. Es zeichnet sich durch einen atmosphärischen und experimentellen Death-Doom aus, der von Einflüssen des Black Metal, Cold Wave und einer symphonischen Note durchzogen ist. Mit diesem Album wurde die Band aufgrund ihres experimentellen und vielfältigen Charakters der Extreme-Avantgarde-Metal-Szene der 1990er Jahre zugeordnet. Der Gitarrist und Hauptkomponist beschreibt es einfach als ein Death-Metal-Album mit vielen atmosphärischen Teilen und experimentellem Touch.

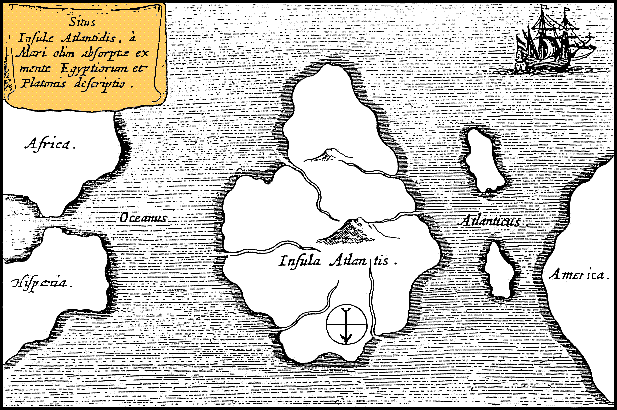
Gesüdete Kartendarstellung von Atlantis aus Athanasius Kirchers Mundus Subterraneus von 1665 - Der Mythos von Atlantis ist das Hauptthema des Albums Orama (was auf Griechisch 'Visionen' bedeutet).

Ihr nächstes Album Orama wurde 1997 veröffentlicht. Geprägt von wachsender Einflussnahme von Doom-Death-Bands wie My Dying Bride, Anathema und Paradise Lost, markierte es eine klare Entwicklung, die sich insbesondere im Kontrast-Gesang „Schönheit und Biest“ äußerte. Die Band führte einen sehr tiefen Growl-Gesang ein, kontrastiert mit den melodischen und orientalischen Stimmen der Sängerin Georgia Grammaticos. Ihre Musik verbindet Einflüsse aus Death-Doom, Gothic Metal und Atmosphäre. Wie von Kritikern angemerkt, schafft das Album eine aquatische und nostalgische Atmosphäre, die sich gut mit dem Thema Atlantis verbindet. Das Album wurde von der Presse gut aufgenommen und würdigte die signifikante Entwicklung der Band. Zum Beispiel äußerte sich der Journalist Nicolas Radegout in einer Rezension aus dieser Zeit wie folgt:

„Nach zwei Jahren Abwesenheit legen die Griechen von On Thorns I Lay ihr zweites Album vor. Während ihr erster Versuch nicht wirklich überzeugte, wird Orama verlockender. Ihr atmosphärischer Death Metal hat deutlich an Reife gewonnen, und man spürt, dass jede Komposition gründlich durchdacht wurde. Alles scheint sorgfältig abgewogen und ausbalanciert worden zu sein. Die Kombination von Sopran-Gesang und Death Metal funktioniert gut, die Gitarren sind kristallklar und betonen die Melodien, und die Keyboards tragen dazu bei, die Atmosphären zu schaffen. Alles fügt sich zusammen, um in einem nebeligen Tagtraum den Mythos von Atlantis zu beschwören. Kurz gesagt, atmosphärischer Death Metal in seiner besten Form.“

 In dieser Zeit nahm die Band auch eine Coverversion von True Belief von Paradise Lost für das Tribute-Album As We Die for Paradise Lost auf.

### Zweite Phase der Band: Die Rumänische Phase (1998–2002)
Richtung Ende der 1990er Jahre verließen die Gründungsmitglieder der Band ihr Heimatland, um in Rumänien im Bereich der Medizin zu studieren. Der Bassist erklärte, dass sie diese Entscheidung aufgrund der Komplexität des griechischen Universitätssystems für die Zulassung getroffen haben. Laut ihm erklärt dies den Grund, warum viele junge Griechen sich dafür entscheiden, nach Bukarest für ihr Studium zu gehen. Folglich waren sie gezwungen, sich von ihrem Schlagzeuger Fotis und der Sängerin Georgia Grammaticos zu trennen. Ihre Keyboarderin Roula Mammalis, die die Freundin des Gitarristen Chris war, hatte die Gruppe zuvor nach ihrer Trennung verlassen.
Während ihres Aufenthalts in der Region knüpften sie Verbindungen zu örtlichen Musikgruppen und schmiedeten insbesondere eine Bindung zu dem rumänischen Doom-Death-Ensemble GOD – the Barbarian Horde. Sie sollten mehrere Mitglieder dieser Band gewinnen, um zu ihrem bevorstehenden Album beizutragen: Andrei (Andrew) Olaru am Schlagzeug, Elena Doroftei an der Viola und ihre Schwester Ionna Doroftei an den Keyboards, alle aus der moldauischen Stadt Iași, die eine klassische Musikausbildung an der rumänischen Musikfakultät verfolgten. Die Band betrachtet diese drei rumänischen Musiker als eine Art Auffrischung für ihren Klang, eine Art Neubelebung, die ihrer Musik eine frische Brise verliehen hat, die es ihnen ermöglichte, griechische orientalische Einflüsse mit den melancholischen Aspekten des rumänischen Klaviers und der Viola zu vereinen. Zusätzlich zu den Beiträgen von Elena und Ionna Doroftei sowie Schlagzeuger Andrew Olaru, begrüßten sie auch die rumänische Jazz-Sängerin Marcela Buruiana, die den Aufnahmen ihre ätherische und melancholische Stimme verlieh. Das Jahr 1999 markierte einen entscheidenden stilistischen Wandel, als die Band ihr neues Album mit dem Titel Crystal Tears enthüllte. Mit dieser Veröffentlichung entfernte sich die Gruppe von ihren Doom-Death-Wurzeln und nahm eine atmosphärischere, introspektivere und melancholischere Ausprägung des Gothic Metal an. Ihr Ziel, wie von Leadsänger und Bassist Stephanos Kintzoglou beschrieben, war es, eine einfachere, aber noch traurigere musikalische Erfahrung zu schaffen. Die spezifische Stimmung dieses Albums wurde von der Atmosphäre von Lasi inspiriert, die für sie an die Mythen um Dracula erinnert, und dem Gefühl, allein in einem anderen Land zu sein. Die Einbeziehung von Viola-Segmenten und weiblichem Gesang versetzte die Hörer in Verzweiflung. Für dieses Album nutzten sie auch die Gelegenheit, einen Titel von ihrem Debütalbum (1995), All is Silent, neu aufzunehmen, der bei den Fans beliebt war. Laut dem Sänger und Bassisten wurde dies durch eine Unzufriedenheit mit der Produktionsqualität des Originals des Albums Sounds of Beautiful Experience veranlasst, was sie dazu brachte, es durch die Einbeziehung von Viola-Segmenten und weiblichem Gesang neu zu interpretieren.
Auf ihrem vierten Album setzt On Thorns I Lay die Erkundung einer düsteren Melancholie fort, die von Tati Seiber als das „tödliche Schweigen Rumäniens“ beschrieben wurde. Die Musik auf diesem Album wird stilistisch irgendwo zwischen dem Stil von My Dying Bride, Anathema und Katatonia eingeordnet. Dennoch bemüht sich die Band, ihre eigene Originalität zu entwickeln, einen eigenen Klang zu schaffen, der auf der Wechselwirkung von Polyphonien von Lead-Gitarren in Kombination mit Keyboard- und Altoparts basiert, vergleichbar mit den Violinsektionen im Stil von Celestial Season in vergangenen Zeiten. In diesem Album hat die Band die Dienste einer zweiten Sängerin, Claudia J., in Anspruch genommen, neben Marcela Buruiana und Stefanos Kintzoglou. Dies bietet ihnen die Möglichkeit, Arrangements mit drei Stimmen zu arbeiten. Die Band engagiert auch die Dienste der rumänischen Musiker Evans M (Schlagzeug) und Mihai Coran (Keyboard). Future Narcotic wurde im professionellen Studio Magic Sound in Bukarest aufgenommen. Stefan Glas beschreibt das Album im Wesentlichen wie folgt: „'Future Narcotic' ist eine gewohnt hochwertige Platte von ON THORNS I LAY, die sowohl alte Stärken als auch ein neues Gesicht offenbart.“ Nach Future Narcotics wandte sich die Band einer reduzierteren Form von Musik zu, die als depressiver Rock-Metal beschrieben wird. Im Jahr 2002 kehrte die Gruppe mit Angel Dust zurück, immer noch von der düsteren und melancholischen Atmosphäre inspiriert, die sie in Rumänien empfanden. Sie nahmen einen reduzierteren Ansatz an, bei dem die Violine, die Keyboards und die weiblichen Stimmen eine geringere Rolle spielten. Die Band, stark von Katatonia beeinflusst, wollte diese Elemente nun reduzieren, da sie davon müde geworden waren, und bevorzugte es, einen reinen und melancholischen Metal-Stil zu spielen. Ihre Musik behält jedoch einige Elemente ihrer vorherigen Alben bei, mit gelegentlichen Einblendungen der weiblichen Stimme von Buruiana. Am Ende ihres Studiums kehrten sie nach der Fertigstellung des Albums nach Griechenland zurück.

### Dritte Phase der Band: Rückkehr nach Griechenland (2002–2006) und Unterbrechung (2006–2014)
Nach Abschluss ihres Studiums in Rumänien kehrte die Band nach Griechenland zurück, kurz nachdem sie Angel Dust aufgenommen hatten. Dieses wurde zwar in Rumänien aufgenommen, erschien aber erst, als sie nach Griechenland zurückgekehrt waren. Vor Ort formierte die Band eine stabilere Besetzung, indem sie ihren ursprünglichen Schlagzeuger Fotis Hondroudakis wieder aufnahmen und ein Quartett mit einem zweiten Gitarristen, Minas Ganeau, der auch Sänger ist, bildeten. Stefanos überließ während dieser Zeit dem Neuzugang den Platz des Sängers. Sie begannen zu proben, einige Konzerte in Griechenland zu spielen und mit dem Schreiben des nächsten Albums zu beginnen. Die Aufnahme des Albums begann im November 2002 und wurde im September 2003 abgeschlossen. Die Komposition des Albums erfolgte diesmal kollektiv. Während zuvor Dragmestianos den Großteil der Stücke schrieb und mit den anderen Mitgliedern an der Arrangementarbeit zusammenarbeitete, beteiligten sich diesmal alle vier Mitglieder am Kompositionsprozess und brachten ihre eigenen Ideen ein. Die Band gab an, in dieser Phase nach wie vor von Katatonia, aber auch von The Gathering, Opeth, Porcupine Tree sowie Alternative/Grunge-Bands wie Staind, Pearl Jam und Alice In Chains inspiriert zu sein. Das neue Album Egocentric, das 2003 veröffentlicht wurde, zeichnet sich bereits durch eine völlig andere Produktion gegenüber dem vorherigen aus. Die Musik bleibt auf aggressive Gitarren ausgerichtet, wird jedoch vom Band als noch melancholischer beschrieben und weist mehr Variationen in Melodien und Gitarrenriffs auf. Das Album präsentiert auch ein anderes Konzept als Angeldust.

Das Album Egocentric wurde unter der Anleitung des Produzenten Fredrik Nordström geschaffen. Diese Zusammenarbeit wurde durch ihr Label Black Lotus Records vermittelt. Trotz Herausforderungen wie Nordströms vollem Terminkalender, logistischen Komplikationen und der Tatsache, dass die Band aufgrund ihrer täglichen medizinischen Verpflichtungen während der Produktion nicht physisch anwesend sein konnte, entschied sich die Band, Nordströms Fachkenntnisse zu vertrauen. Sie übermittelten Audio-Tracks und Mischungsanweisungen per E-Mail, da es nicht möglich war, vor Ort zu sein, und erhielten schließlich das fertige Album innerhalb einer Woche. Obwohl das Endergebnis von ihren ursprünglichen Erwartungen abwich, waren sie sich einig, dass es eine bemerkenswerte und außerordentlich professionelle Schöpfung ist, vergleichbar mit anderen renommierten Werken. Um die ästhetischen Ausrichtungen des Albums wiederzugeben, beschreiben Kritiker oft die Platte in Bezug auf den spürbaren Abstand, den sie im Vergleich zum Stil aufweist, der in ihrem Album Crystal Tears entwickelt wurde, wie zum Beispiel: „Seitdem 1999 Crystal Tears mit wunderschöner Gothicmetal Melancholie, Frauengesang und Geigenparts die Fans des Genres begeisterte, haben sich On Thorns I Lay heutzutage mehr auf cleanen Männergesang und Katatonische Riffs konzentriert. Verfeinert mit ein paar modernen Einflüssen bekommt der Hörer eine amtliche Portion Düstermetal vor den Latz geknallt, die zwar nicht originell ist, aber durchaus ihre Reize hat.“ Thom Jurek von der professionellen Musikkritik-Website Allmusic beschreibt das Album als: 

“einen weiteren großen Schritt für die Band, sowohl musikalisch als auch ästhetisch. Während die Entwicklung das Arbeitsprinzip dieser großartigen Band zu sein scheint, hätten selbst Fans das überraschende Wachstum dieses Mal nicht vorhersehen können. OTIL kann angesichts dieses neuen Werks nicht länger den Doom- und Goth-Metal-Ghettos zugeordnet werden. Vielmehr haben sie, ähnlich wie Katatonia und Opeth, das Genre weit geöffnet und schlichtweg tief bewegende, dynamische, schwere Rockmusik geschaffen. OTIL haben das Genre weit aufgebrochen und machen einfach tief bewegende, dynamische, schwere Rockmusik. Kristallklare Gesangsproduktion, variierende Tempi und eine komplex strukturierte Mischung aus herausragendem instrumentalem Können und Songwriting heben diese Band von vielen ihrer früheren Kollegen ab. Textlich gesehen stehen OTIL auf der düsteren Seite der Trennlinie, aber dies wird durch ihre progressive, kunstvolle Darstellung von Kraft, Dynamik, Vielfalt und Intensität gemildert.”

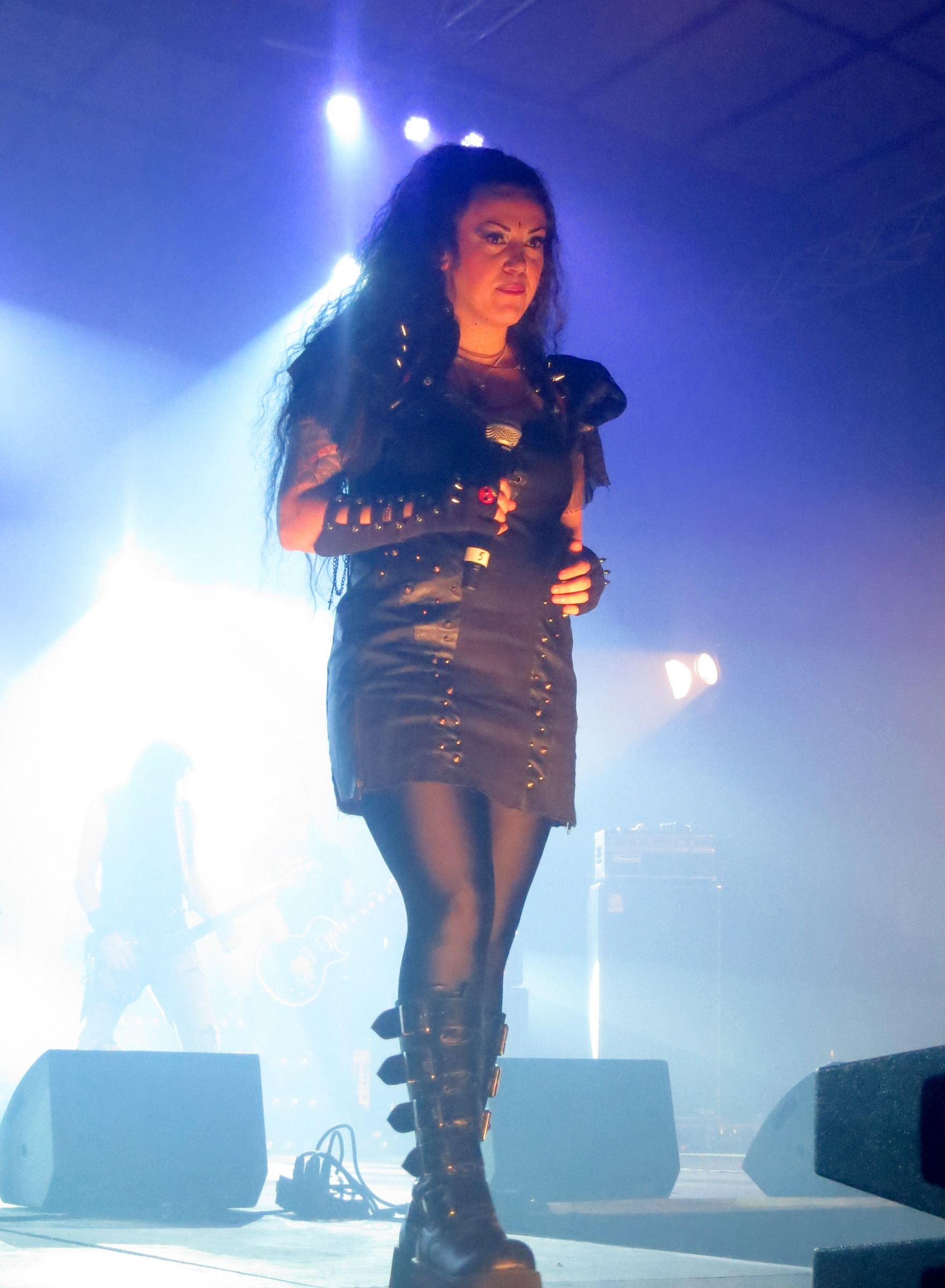
Maxi Nil (2013)

Dieser Wechsel zu einem alternativen Rock-Sound führt dennoch zu unterschiedlichen Reaktionen unter den Kritikern, einige lobend, andere eher gemischt. Für Thom Jurek ist Egocentric „eine Sammlung von zutiefst emotionalen Songs. Sie sind zweifellos dunkel, aber auf ihre eigentümliche Weise auch erlösend. OTIL, zusammen mit ihren bereits erwähnten Kameraden, sind in der Lage, aus den Ruinen des Black und Death Metal ein völlig neues Genre zu formen.“ Für die Webseite Metal.de ist Egocentric „kein Album von schlechten Eltern. Dies sollte hier klar und deutlich auf den Punkt gebracht werden. Die Band kann sehr wohl durch ihren melodischen und emotionalen Metal überzeugen. Die Klasse der älteren Werke erreicht sie leider nicht ganz.“ Zu dieser Zeit überlegten die Mitglieder von On Thorns I Lay auch, parallel zur musikalischen Ausrichtung ihrer Band zu dieser Zeit, die Band Phlebotomy mit dem Schlagzeuger von Septic Flesh wiederzubeleben, um in einem Brutal Death-Metal-Stil zu spielen, der von Suffocation, Autopsy und Grave beeinflusst ist. Sie erwogen, ein Album aufzunehmen. Das Projekt kam letztendlich nicht zustande, aber die Idee sollte einige 20 Jahre später, im Jahr 2022–23, in anderer Form wieder auftauchen.
Im Laufe des Jahres 2003 rekrutierte die Band die Sängerin Maxi Nil (spätere Sängerin von Visions of Atlantis) als Live-Sängerin, um die Teile ihrer Setlist zu unterstützen, die einen weiblichen Gesang erforderten. Aufgrund ihres Berufs als Ärzte, der ihnen keine Touren erlaubte, beschränkten sie sich auf einige Konzerte bei Festivals. Im Mai 2003 kündigte die Band offiziell auf ihrer Website die dauerhafte Aufnahme von Maxi Nil als Vollmitglied der Gruppe an, um sich auf die Vorbereitung des nächsten Albums vorzubereiten. Im Verlauf des Jahres 2003, nachdem sie nach einem neuen Keyboarder gesucht hatten, rekrutierten sie Antony Venturis. Die Band bestand nun aus sechs Mitgliedern: Das Line-up von Egocentric erweiterte sich um die beiden neuen Mitglieder. Das neue Album Precious Silence wurde zwischen 2003 und 2004 aufgenommen. Nach Abschluss der Aufnahmen zogen sie sich zurück und das Album wurde nicht veröffentlicht. Die Band befand sich tatsächlich in einer Phase der Unsicherheit und des Zweifels. Sie hatten das Gefühl, ihre Identität verloren zu haben, und beendeten die Produktion des Albums nicht. Ab 2005 gab die Band kein Lebenszeichen mehr von sich und ihre Website war nicht mehr online. Der Gitarrist enthüllte später, dass sie sich 2006 getrennt hatten, als er aus beruflichen Gründen nach Schweden zog. Die Band blieb für mehrere Jahre inaktiv. Im Jahr 2012 beschloss die Band jedoch, ihr unveröffentlichtes Album von 2004, Precious Silence, auf der Plattform Soundcloud zu veröffentlichen. Die Band kam 2014 erneut zusammen, als der Gitarrist Chris Dragmestianos in sein Heimatland zurückkehrte.

### Vierte Phase der Band: Wiedervereinigung und Rückkehr zum Doom-Death-Stil (seit 2014)
Zwischen 2014 und 2015, während sie bereits Tracks komponierten, die schließlich auf ihrem nächsten Album von 2018, Aegean Sorrow, landen würden, entschied sich die Band dazu, die Tracks aus dem 2004 aufgenommenen, aber unveröffentlichten Album Precious Silence neu abzumischen. So begann die Band gleichzeitig damit, die Aufgabe der Neugestaltung eines neuen Mixes und Masterings des unveröffentlichten Albums zu übernehmen, während sie sich auch in den Songwriting-Prozess für ihre bevorstehende Veröffentlichung vertieften, die schließlich 2018 das Licht der Welt erblickte. Am 16. Juli 2015 kündigte die Band die bevorstehende Veröffentlichung auf ihrer offiziellen Facebook-Seite an: „Unser neues Album wird im September 2015 unter dem Titel Eternal Silence von Sleaszy Rider Records veröffentlicht. Es enthält 9 Songs, darunter einige Lieder aus Precious Silence (unveröffentlichtes Album), mit einem neuen, verbesserten Mix/Mastering und Violinen/brutalen Gesangsstimmen“. Das Album wurde schließlich am 6. November 2015 unter dem Titel Eternal Silence veröffentlicht. Wie angekündigt, bestand es hauptsächlich aus überarbeiteten Liedern von Precious Silence mit unterschiedlichen Bearbeitungen, Arrangements und Mixes. Die Gesangsabschnitte von Minas Ganeau im Originalsong von Precious Silence wurden aus dem neuen Mix der Lieder entfernt. Sie überarbeiteten erneut den Klang des Albums und bemühten sich, ihn so weit wie möglich zu ihrem ursprünglichen Sound zurückzuführen, zurück in die frühen 90er Jahre, zurück zu ihren Wurzeln, so wie sie es von da an fortsetzen würden. Das nächste Album sollte sie, wie die Band erklärt, in diesem neuen musikalischen Zeitalter etablieren und sie zu ihrem ursprünglichen Sound zurückführen.
Im Juni 2017 kündigte die Band die Aufnahme ihres nächsten Albums mit Dan Swanö als Produzenten an und begrüßte den neuen Gitarristen Akis Patras:„Wir freuen uns, bekannt zu geben, dass wir dabei sind, ein neues Label zu finden, um unser nächstes Album zu veröffentlichen. Wir sind optimistisch, denn unser neues Album klingt gigantisch und wir können sagen, dass dies unsere bisher beste Leistung ist!!!! Die Aufnahmen fanden im Devasoundz Studio unter der Leitung von Fotis Benardo und Thanos Tzanetopoulos statt und wurden im Unisound Studio vom legendären Dan Swanö gemischt und gemastert. Das positive Feedback, das wir erhalten, spornt uns an, hart zu arbeiten, um unsere neuen Stücke zu reproduzieren. Wir heißen auch Akis Patras (Gitarrist von der Band Dexter Ward) in unserer neuen Besetzung willkommen und hoffen, dass wir die Vergangenheit mit der Zukunft vereinen werden...“ Im Oktober 2017 kündigte die Gruppe die Ankunft eines neuen Bassisten, Jim Ramses, an. Stéfanos Kintzoglou, der über mehrere Jahrzehnte hinweg den Basspart der Band übernommen hatte, entschied sich, seinen Platz zu räumen, um sich ganz dem Gesang zu widmen.

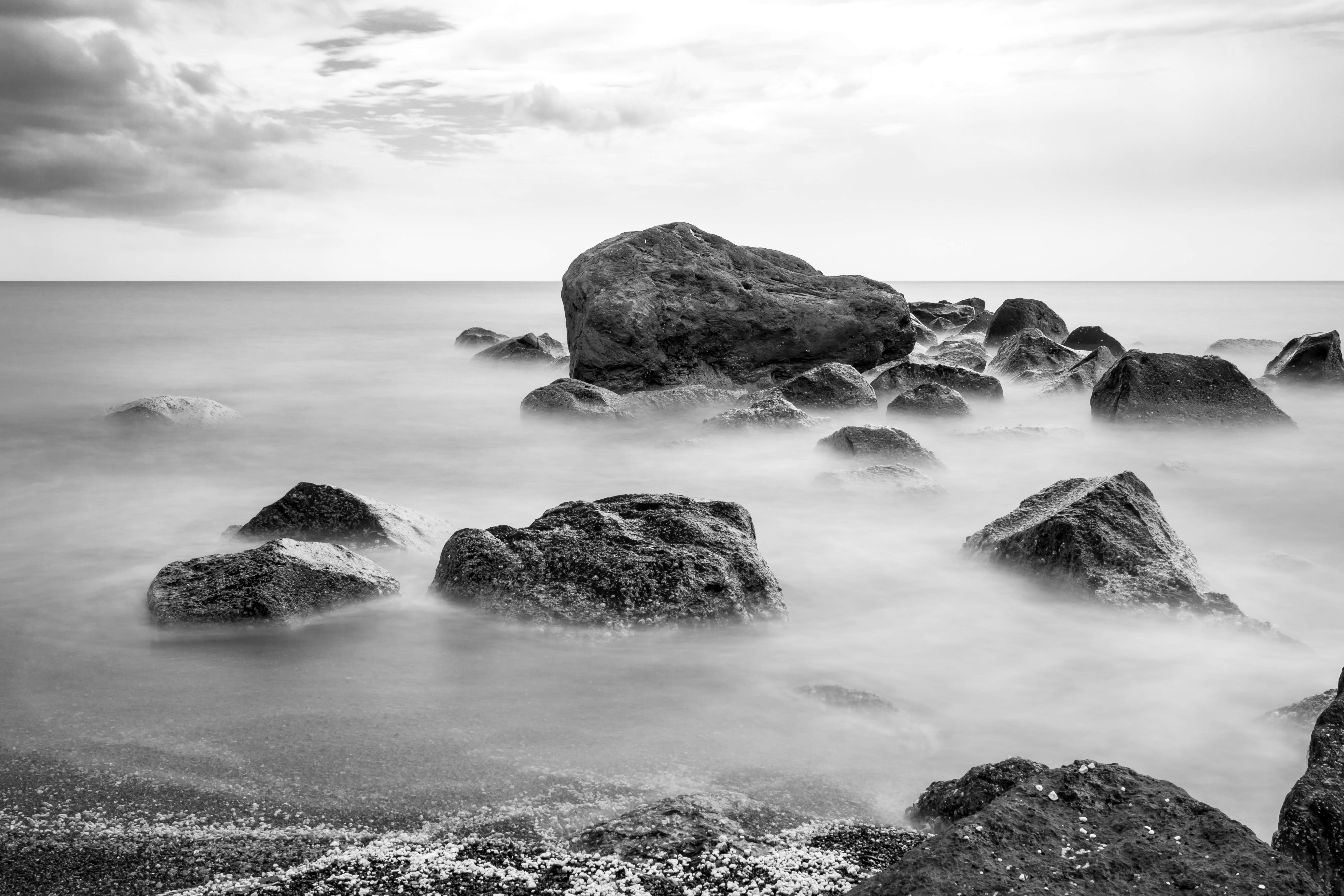
Blick auf die Ägäis im Jahr 2017. Zentrales Thema des Albums im Zusammenhang mit den humanitären Tragödien von Flüchtlingen.

 Am 12. März 2018 veröffentlichten sie ihr achtes Album Aegean Sorrow, aufgenommen in den Devasoundz Studios (Rotting Christ, Septic Flesh), gemischt und gemastert von Dan Swanö im Unisound Studio. Das Album präsentiert sich als eine tiefere Rückkehr zu den atmosphärischen Wurzeln des Death-Doom-Metal der Band. Diese neue Entwicklung der Band führte das Rockhard-Magazin zu der Zeit dazu, Aegean Sorrow aufgrund seines dunkleren Tons und der Wiederanbindung an die Death-Metal-Wurzeln der Band als eines ihrer extremsten Alben zu betrachten. Die Band hatte tatsächlich das Gefühl, den Kontakt zu ihren Wurzeln verloren zu haben und musste diese Verbindung wiederherstellen. Folglich entschied sich die Band, keine weiblichen Stimmen mehr zu verwenden, wie sie es zuvor getan hatte. Die Band strebte danach, eine schwere, melancholische, dunkle und traurige Atmosphäre zu schaffen, die nicht mit der Verwendung von weiblichen Stimmen in diesem Kontext übereinstimmte. Aegean Sorrow ist ein Konzeptalbum. Es behandelt als poetisches Thema humanitäre Katastrophen, Elend und die Trauer, die sie empfanden, sowie pessimistische Gefühle, dass noch mehr in naher Zukunft in ihrer Region geschehen wird. Das Bild der Ägäis auf dem Cover steht im Zusammenhang mit dem Konzept. „Das Album handelt von dem Drama aller Flüchtlinge, die auf ihrem Weg zur Flucht aus der Hölle in diesen Gewässern ums Leben kamen... Die Ägäis ist ein Wassergrab, in dem Tausende von Seelen verloren sind... und wir fürchten, dass all dies nicht so bald enden wird...“ Das Album enthält auch mehrere Gastmusikerauftritte, darunter den Sänger von November Doom, Paul Kuhr.

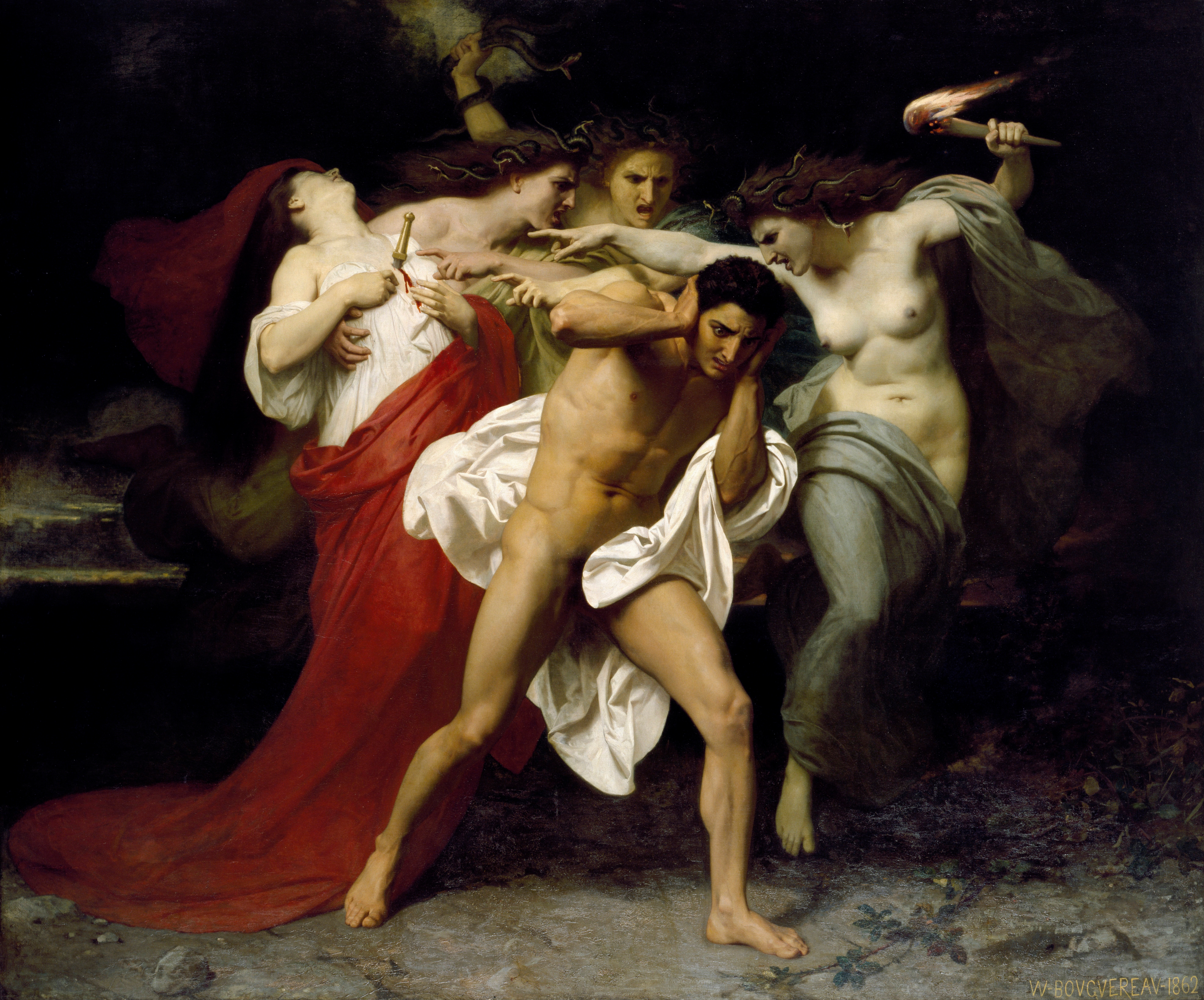
Die Inspirationen der griechischen Mythologie: Das Cover ihres Albums Threnos (2020) zeigt die Erinnyen, die Orestes verfolgen, ähnlich wie auf dem Gemälde des französischen Malers William Adolphe Bouguereau Orestes und die Erinnyen. In der griechischen Mythologie sind die Erinnyen (im Altgriechischen Ἐρινύες / Erinúes „unbarmherzig“), manchmal auch „unterirdische Göttinnen“ (χθόνιαι θεαί / khthóniai theaí) genannt, Gottheiten, die Verbrechen wie Mord an der eigenen Mutter verfolgen.

Im Februar 2018, während sie die bevorstehende Veröffentlichung von Aegean Sorrow bewarben, kündigte die Band an, dass sie bereits Songs für das nachfolgende Album schrieben(Vorphase der Produktion). Sie planten, erneut ins Devasoundz Studio in Athen zu gehen, um 2019 aufzunehmen. Die musikalische Ausrichtung des nächsten Albums sollte „düsterer“ und „schwerer“ sein („doomier and heavier“). Dan Swano war erneut für den Mix und das Mastering verantwortlich, da sie mit seiner Arbeit für Aegean Sorrow zufrieden waren. Das Album wurde schließlich im März 2019 aufgenommen, während einer schwierigen Lebensphase für den Songwriter Christ Dragmestianos, die den emotionalen Inhalt der Musik beeinflusste. Am 28. Januar 2019 kündigte die Band den Abschied ihres langjährigen Schlagzeugers Fotis Hondroudakis an und wird durch Stelios Darakis (Schlagzeuger für Dexter Ward, Sacred Outcry) ersetzt. Im Jahr 2019 wechselten sie das Label und schlossen sich dem deutschen Label Lifeforce an. Am 9. Oktober 2019 gab die Gruppe bekannt, dass ihr Bassist die Band nach zweijähriger Zusammenarbeit verlässt. Am 21. Februar 2020 veröffentlichten On Thorns I Lay ihr neuntes Studioalbum Threnos, ein schweres atmosphärisches Doom-Death-Metal-Album, das den Fußstapfen seines Vorgängers folgt und noch tiefer in die düsteren Atmosphären eintaucht, die von Aegean Sorrow erforscht wurden. Die Musik wird als eine Kombination „aus emotionalen Melodien mit aggressivem und dunklem Riffing beschrieben“. Obwohl es in Bezug auf die stilistische Ausrichtung ähnlich ist, betrachtet der Songwriter es als etwas aggressiver und stützt sich auf eine komplexere Songstruktur. Andererseits behauptet der Gitarrist, dass sie den charakteristischen Sound der Band beibehalten haben. Das Thema des Albums dreht sich um Elemente der griechischen Mythologie, die als Hintergrund dienen. Dies ist ein Teil ihres Erbes, mit dem sie aufgewachsen sind und der sie inspiriert hat. Im Wesentlichen dient dieses Thema, wie Dragmestianos erklärt, als Hintergrund für die Erkundung metaphysischer Fragen. Sein Mitarbeiter und Textdichter Stephanos Kintzoglou entwarf das narrative Gerüst der Texte: „als eine Reise der menschlichen Seele, von der Geburt bis zum Tod. Er beschreibt die dunklen Pfade, die wir durchwandern. Wir ließen uns von der Kunst unserer Vorfahren inspirieren, vor Tausenden von Jahren, griechische Tragödien, Dramen, Gedichte usw“.
Im September 2021 gibt die Band bekannt, dass sie gerade ihr nächstes Album aufnimmt. Von September bis November folgen verschiedene Mitteilungen über die verschiedenen Etappen der Aufnahme. Während der Aufnahme enthüllt die Band einen neuen Schritt in ihrer musikalischen Entwicklung und erwähnt, dass das Album ein Orchester aus folkloristischen griechischen Instrumenten verwenden wird. Sie enthüllen auch die Ausdrucksrichtung, die das Album einschlagen wird: „[es wird] sehr emotional für uns aus vielen Gründen sein! Wut, Schmerz, Traurigkeit, Nostalgie nach unseren verlorenen Heimatländern... Wir wollten all diese Emotionen auf bestmögliche Weise einfangen und haben deshalb über 15 traditionelle Instrumente verwendet, die von einigen der besten professionellen Musiker Griechenlands gespielt wurden. Das Ergebnis macht uns sehr stolz, und wir denken wirklich, dass wir keine bessere Möglichkeit gefunden hätten, sie auszudrücken! Einige der verwendeten Instrumente sind Kanoon, Oud, Duduk, Kaval, Cümbüş und viele mehr...“ Am 29. November 2021, während die Aufnahme noch im Gange ist, enthüllte die Band, dass der Sänger und Mitbegründer Stefanos Kintzoglou nach 29 Jahren Zusammenarbeit aus „persönlichen Gründen“ die Band verlässt. Gleichzeitig nannte die Band den Namen seines Nachfolgers, Petros Miliadis, der die Gesangsparts für das kommende Album übernehmen werde.
Im Jahr 2022 reformierte Stefanos Kintzoglou Phlebotomy zusammen mit zwei ehemaligen Mitgliedern von On Thorns I Lay, Akis und Fotis, die die Band ebenfalls vor einiger Zeit verlassen hatten. Phlebotomy war die frühere Inkarnation von On Thorns I Lay in den 1990er Jahren, unter der sie ihre Debüt-EP und ihr zweites Demo veröffentlicht hatten. Im März 2023 veröffentlichte die reformierte Formation die EP und ihre frühen Demos, die remastert wurden, als Kompilationsalbum unter dem Titel From Golgotha We Rise. Gleichzeitig kündigten sie die Veröffentlichung ihres Debütalbums später im Jahr an. Im Dezember 2022 begab sich On Thorns I Lay auf eine Tournee in den baltischen Staaten zusammen mit der Band Rotting Christ. Bei dieser Gelegenheit wurde bekanntgegeben, dass Gitarrist Nikolas Perlepe (Yoth Iria und Dimlight) sich der Gruppe angeschlossen hat, um die Position des Lead-Gitarristen zu besetzen, die seit Akis' Abgang vakant war, und dass der neue Sänger Petros auch die Position des Bassisten übernehmen würde, nachdem ihr Bassist Giannis Koskinas die Band verlassen hat. Im Mai 2023 unterzeichneten sie einen Vertrag mit dem französischen Label "Season of Mist". Im Juli 2023 kündigte die Band für Oktober desselben Jahres die Veröffentlichung eines neuen Albums an mit dem Werbevideo für ihre neue Single 'Newborn Skies'.

## Besetzung

### Aktuelle Besetzung
- Peter „Invoker“ Miliadis (Gesang/Bass) (seit 2021)
- Chris Dragamestianos (Gitarre) (seit 1992)
- Nikolas Perlepe (Gitarre) (seit 2022)
- Antonis Ventouris (Keyboards) (seit 2003)
- Stelios Darakis (Schlagzeug) (seit 2019)

### Ehemalige Mitglieder

#### Männlicher Hauptgesang
- Thodoris Papadopoulos (2021) – Vorübergehender Ersatzgast für Live-Aufführung im Jahr 2021
- Stefanos Kintzoglou (jedes Album bis Thenos, außer Egocentric) (1992–2021)
- Minas Ganeau (Egocentric und Precious Silence) (2003–2006)

#### Weiblicher Hauptgesang
- Ruby Bouzioti (2018)- live
- Anna (2015) (Eternal Silence)
- Maxi Nil (Gesang) (Precious Silence und Eternal Silence) (2003–2015)
- Sofia Koutsaki (Egocentric) (2002–2003)
- Marcela Buruiana (Crystal Tears, Future Narcotics und Angel Dust) (1999–2002)
- Claudia J. (Future Narcotics) (2000–2001)
- Georgia Grammatikou (Gesang bei Orama) (1996–97)

Erzählstimme
- Penelope Anastasopoulou (2019–2020)- (Studio Erzählstimme über Threnos)

#### Gitarre
- Fillipos Koliopanos (2020–2022)
- Akis Pastras (2017–2020) (Aegean Sorrow und Threnos)
- Minas Ganeau (Egocentric und Precious Silence) (2003–2006)
- Thanazis Hatzaiagapis (Leadgitarren) (Orama)

#### Viola
- Elena Doroftei (auf Crystal Tears, Future Narcotics und Angel Dust) (1999–2002)

#### Violine
- Alex Papadiamantis (2018–2020)
- Labros Kiklis (2015–2017)

#### Keyboard
- Ionna Doroftei (1999, 2001-2002) (Crystal Tears und Angel Dust)
- Mihail Coran (2000–2001) (Future Narcotics)
- Roula Mamalis (Keyboards, 1997) (Orama)
- Dimitris Leonardos

#### Bass
- Stefanos Kintzoglou (jedes Album außer Sounds of Beautiful Experience, Aegean Sorrow, Threnos) (1992–2021)
- Giannis Koskinas (Bass) (2020–2022) (On Thorns I Lay Album von 2023)
- Jim Ramses (2017–2019)
- Michael Knoflach

#### Schlagzeug
- Fotis Hondroudakis (1995-1997; 2002-2019) (Sounds of Beautiful Experience, Orama, Egocentric, Precious Silence, Eternal Silence, Aegean Sorrow)
- Evans M. (2000–2002) (Future Narcotics und Angel Dust)
- Andrew Olaru (1999) (Crystal Tears)
- Fernando Drăgănici

## Diskografie

### Studioalben
- 1995: Sounds of Beautiful Experience (Holy Records, Season of Mist)
- 1997: Orama (Holy Records, Season of Mist)
- 1999: Crystal Tears (Holy Records, Season of Mist)
- 2000: Future Narcotics (Holy Records, Season of Mist)
- 2002: Angel Dust (Black Lotus Records, Season of Mist)
- 2003: Egocentric (Black Lotus Records, Season of Mist)
- 2015: Eternal Silence (Sleazy Riders)
- 2018: Aegean Sorrow (Alone Records)
- 2020: Threnos (Season of Mist, Lifeforce Records)
- 2023: On Thorns I Lay (Season of Mist)

### EPs
- 1993: Dawn of Grief (Molon Lave Records) (unter ihrem früheren Namen Phlebotomy)

### Kompilationsalbum
- 2023: From Golgotha We Rise – Unter dem Namen Phlebotomy – Kompilation der frühen Aufnahmen der vorherigen Inkarnationen von On Thorns I Lay unter dem Namen Paralysis und Phlebotomy (EP und Demos).

### Singles
- 2018: Agean Sorrow
- 2018: Erovos
- 2020: The Song of Sirens
- 2020: Erynies
- 2023: Newborns Skies

### Artikel
- Stephanos Kintzoglou. Interview von Nicolas Radegout. On Thorns I Lay-Les larmes de Dracula (On Thorns I Lay - Die Tränen von Dracula). Hardrock Magazine No 46, s.64-65. 05-1999. (französisch)
- Stephanos Kintzoglou. Interview von Georges A. Alexopoulos. "On Thorns I Lay - Precious Teardrops" (On Thorns I Lay - Kostbare Tränen). Metal Invaders 0031, s.50-52. 05-1999. (griechisch)
- Stefan Glas: On Thorns I Lay Halbgötter in Metal. 2004, archiviert vom Original; abgerufen am 10. August 2023.
- Chris Dick: Q&A: Christos Dragamestianos’ On Thorns I Lay Is Reborn Again. (deutsch: F&A: On Thorns I Lay von Christos Dragamestianos wird wiedergeboren). 2020, abgerufen am 10. August 2023 (englisch).
- Vera Von Lordsofmetal.nl: On Thorns I Lay - On Thorns I Lay. 2004, archiviert vom Original; abgerufen am 12. August 2023 (englisch).
- Erevos under Greek sun - Rockhard - interview with On Thorns I Lay. In: Rockhard.space. Abgerufen am 14. August 2023 (griechisch).
- Sharpe-Young Gary: Biografie : On Thorns I Lay - Rock Detector - Music Might. 2008, archiviert vom Original am 28. September 2012; abgerufen am 14. August 2023 (englisch).
- Emilie Bellino: Interview: On Thorns I Lay Discuss New Album, “Aegean Sorrow”. In: Decibel Magazine. 2017, abgerufen am 16. August 2023 (englisch).
- Chelf (Metal Digest): Embracing Gothic Thunder: An Insight into On Thorns I Lay’s Self-Titled Album and 30-Year Musical Odyssey. In: Metal Digest. 2023, abgerufen am 22. August 2023 (englisch).